# 孫錦順
孫錦順（Sun Jin Shun，1907年7月4日—1995年8月9日）祖籍廣東省東莞縣，於新加坡出生，中國足球運動員，司職左輔鋒，曾經兩次射穿球網，被譽為「孫鐵腿」。

## 生平
孫錦順出生於新加坡，小時候跟隨父親移居香港，17歲時由於在夏令盃足球賽表現出色，被南華羅致，在香港甲組足球聯賽亮相，迅即成為主力左輔鋒，協助南華於1924年首次贏得香港甲組足球聯賽冠軍，是香港戰前最出色球星之一。
在1926年一場香港甲組足球聯賽，孫錦順禁區外起腳勁射，皮球射穿球網，因而獲得「鐵腿」外號。1930年在印尼棉蘭老島一場足球表演賽，孫錦順再次射穿球網。
1933年與妻子一同移居上海，先後效力優游隊、東華隊，協助東華首次贏得史考托盃冠軍，打破外國人球隊壟斷上海球壇局面。
孫錦順1948年退役，在上海擔任足球教練，1949年帶領上海足球隊贏得首屆全國錦標賽冠軍，培育出王后軍、陳家根、李傳琦等一班上海球星 ，在文化大革命期間曾遭批鬥，到文革結束後才獲得平反。晚年回到香港，1995年在瑪嘉烈醫院病逝，享年88歲。
2007年，上海市足球界舉辦孫錦順百歲誕辰紀念活動，上海市體育局頒授獎狀予其兒子孫福康，以表揚孫錦順生前對上海足球的卓越貢獻 。

## 國際賽
曾代表中華民國參加多項國際足球賽，包括贏得1925年、1927年和1930年三屆遠東運動會足球比賽冠軍。
1936年，參加柏林奧運，在初賽對英國之戰正選上陣，並且於下半場15分鐘射入一球，可惜越位在先被判入球無效。